# Municipio de Centralia (Illinois)
El municipio de Centralia (en inglés: Centralia Township) es un municipio ubicado en el condado de Marion en el estado estadounidense de Illinois. En el año 2010 tenía una población de 15042 habitantes y una densidad poblacional de 160,87 personas por km².

## Geografía
El municipio de Centralia se encuentra ubicado en las coordenadas 38°30′48″N 89°4′54″O / 38.51333, -89.08167. Según la Oficina del Censo de los Estados Unidos, el municipio tiene una superficie total de 93.51 km², de la cual 90.7 km² corresponden a tierra firme y (3.01%) 2.81 km² es agua.

## Demografía
Según el censo de 2010, había 15042 personas residiendo en el municipio de Centralia. La densidad de población era de 160,87 hab./km². De los 15042 habitantes, el municipio de Centralia estaba compuesto por el 86.35% blancos, el 9.22% eran afroamericanos, el 0.45% eran amerindios, el 0.63% eran asiáticos, el 0.03% eran isleños del Pacífico, el 0.72% eran de otras razas y el 2.59% pertenecían a dos o más razas. Del total de la población el 2.16% eran hispanos o latinos de cualquier raza.